# Grodzisko Dolne (plaats)
Grodzisko Dolne is een dorp in het Poolse woiwodschap Subkarpaten. De plaats maakt deel uit van de gemeente Grodzisko Dolne en telt 8425 inwoners (2005).